# Bērzgale
Bērzgale (łatg. Bieržgaļs, niem. Bersgall, Bersegall, Bersegallen, hist pol.: Berzygał) − wieś na Łotwie w novadsie Rzeżyca, centrum administracyjne pagastsu Bērzgale.

## Geografia
Miejscowość położona między jeziorami Meirānu i Micānu, na wschód od drogi magistralnej A13, 19 km od Rzeżycy i 259 km od Rygi. 

## Historia
Pierwotnie posiadłość inflanckiej gałęzi zakonu krzyżackiego. W 1468 r. mistrz krzyżacki Johann von Mengede nadał te dobra Jakubowi de Kock. Od 1546 r. z nadania mistrza inflanckiego Hermanna von Brüggenei, zwanego Hasenkamp, okoliczne majątki ziemskie znalazły się w rękach rodu Manteuffel-Szoege, którzy od 1687 r. dziedziczyli Berzygał, który często padał ofiarą najazdów Korffów z Kryżborga. Nadanie Berzygał Manteufflom było konsekwencją tego, że rotmistrz Andrzej Manteuffel-Szoega w wojnie polsko-szwedzkiej opowiedział się za Polską, a w roku 1621 na skutek tego, że województwo wendeńskie odpadło od Polski (Inflanty szwedzkie), utracił swe posiadłości i przeniósł się do posiadłości swej żony w Kurlandii. Wnuk jego uzyskał dobra Berzygał, z których wywodziła się linia Manteufflów związana z Polską.
W 1787 r. w Berzygale wzniesiono kościół św. Anny ufundowany przez Fryderyka Mikołaja Szoege-Manteuffla, szambelana Stanisława Augusta Poniatowskiego. Tenże Fryderyk Mikołaj ufundował w 1792 r. murowany kościół protestancki miejscu dawnego drewnianego. Świątynie protestancka została zrujnowana, natomiast kościół katolicki jest świątynią parafialną w diecezji rzeżycko-agłońskiej. Synem wspomnianego Fryderyka Mikołaja i dziedzicem miejscowości był Jakub, zaś wnukiem Gustaw.   
W XIX w. miejscowość znajdowała się w powiecie rzeżyckim guberni witebskiej.